# ヴァイトホーフェン・アン・デア・ターヤ郡

ヴァイトホーフェン・アン・デア・ターヤ郡
Bezirk Waidhofen an der Thaya

ヴァイトホーフェン・アン・デア・ターヤ郡（ヴァイトホーフェン・アン・デア・ターヤぐん、独: Bezirk Waidhofen an der Thaya）は、オーストリアのニーダーエスターライヒ州にある郡（Bezirk; 行政管区とも訳される）。郡庁所在地はヴァイトホーフェン・アン・デア・ターヤ。

## 地勢
ヴァイトホーフェン・アン・デア・ターヤ郡はニーダーエスターライヒ州北西部のヴァルトフィアテルに位置する。東はホルン郡、西はグミュント郡、南はツヴェットル郡と接しており、北はチェコの南ボヘミア州および南モラヴィア州と国境を接している。

## 市町村
ヴァイトホーフェン・アン・デア・ターヤには以下の15の市町村（Gemeinde; ゲマインデ）がある。このうち、ヴァイトホーフェン・アン・デア・ターヤとラープス・アン・デア・ターヤおよびグロース＝ジークハルツの3自治体が市（Stadt）に、11自治体が町（Marktgemeinde; 市場町）に指定されている。

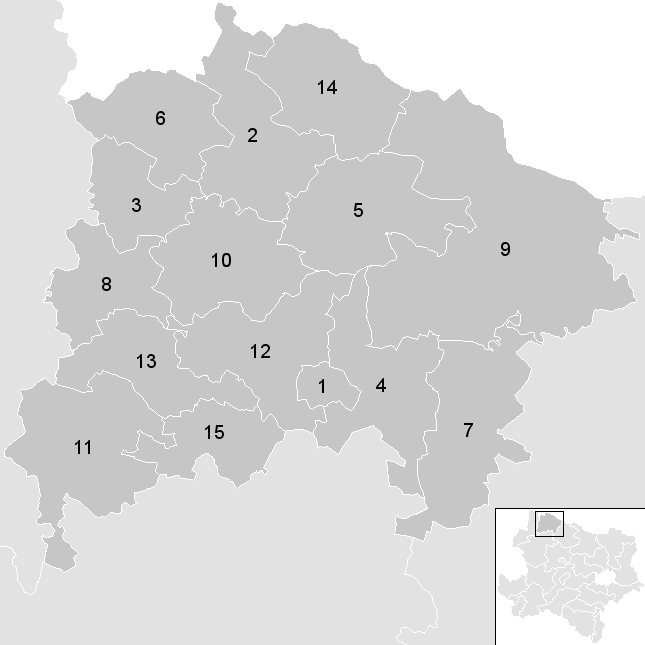
ヴァイトホーフェン・アン・デア・ターヤ郡各自治体の位置

| 番号 | 市町村名                                                               | 基礎自治体章 | 位置 | 面積 （km2） | 人口  | 人口密度 | 区分       |
| ---- | ---------------------------------------------------------------------- | ------------ | ---- | ------------ | ----- | -------- | ---------- |
| 1    | ディートマンス                                                         |              |      | 6.87         | 1,039 | 151      | 市場町     |
| 2    | ドーバースベルク                                                       |              |      | 47.57        | 1,572 | 33       | 市場町     |
| 3    | ガステルン                                                             |              |      | 24.97        | 1,194 | 48       | 市場町     |
| 4    | グロース＝ジークハルツ                                                 |              |      | 44.28        | 2,721 | 61       | 市         |
| 5    | カールシュタイン・アン・デア・ターヤ                                   |              |      | 48.86        | 1,481 | 30       | 市場町     |
| 6    | カウツェン                                                             |              |      | 35.41        | 1,112 | 31       | 市場町     |
| 7    | ルートヴァイス＝アイゲン                                               |              |      | 51.19        | 905   | 18       | 市場町     |
| 8    | プファッフェンシュラーク・バイ・ヴァイトホーフェン・アン・デア・ターヤ |              |      | 29.67        | 923   | 31       | ゲマインデ |
| 9    | ラープス・アン・デア・ターヤ                                           |              |      | 134.67       | 2,635 | 20       | 市         |
| 10   | ターヤ                                                                 |              |      | 43.32        | 1,388 | 32       | 市場町     |
| 11   | ヴィティス                                                             |              |      | 55.51        | 2,655 | 48       | 市場町     |
| 12   | ヴァイトホーフェン・アン・デア・ターヤ                                 |              |      | 46.05        | 5,365 | 117      | 市         |
| 13   | ヴァイトホーフェン・アン・デア・ターヤ＝ラント                         |              |      | 32.44        | 1,270 | 39       | ゲマインデ |
| 14   | ヴァルトキルヒェン・アン・デア・ターヤ                                 |              |      | 42.71        | 501   | 12       | 市場町     |
| 15   | ヴィンディヒシュタイク                                                 |              |      | 25.51        | 921   | 36       | 市場町     |